# Rumpin (plaats)
Rumpin is een bestuurslaag in het regentschap Bogor van de provincie West-Java, Indonesië. Rumpin telt 5817 inwoners (volkstelling 2010).